# Henryk Promis
Henryk Promis pseud. „Student” (ur. 16 stycznia 1916 w Tariffville, w stanie Connecticut, zm. 26 lutego 1981 we Włocławku) – polski nauczyciel, działacz konspiracji niepodległościowej w trakcie II wojny światowej, inicjator powstania Kujawskiego Związku Polityczno-Literackiego.

## Życiorys

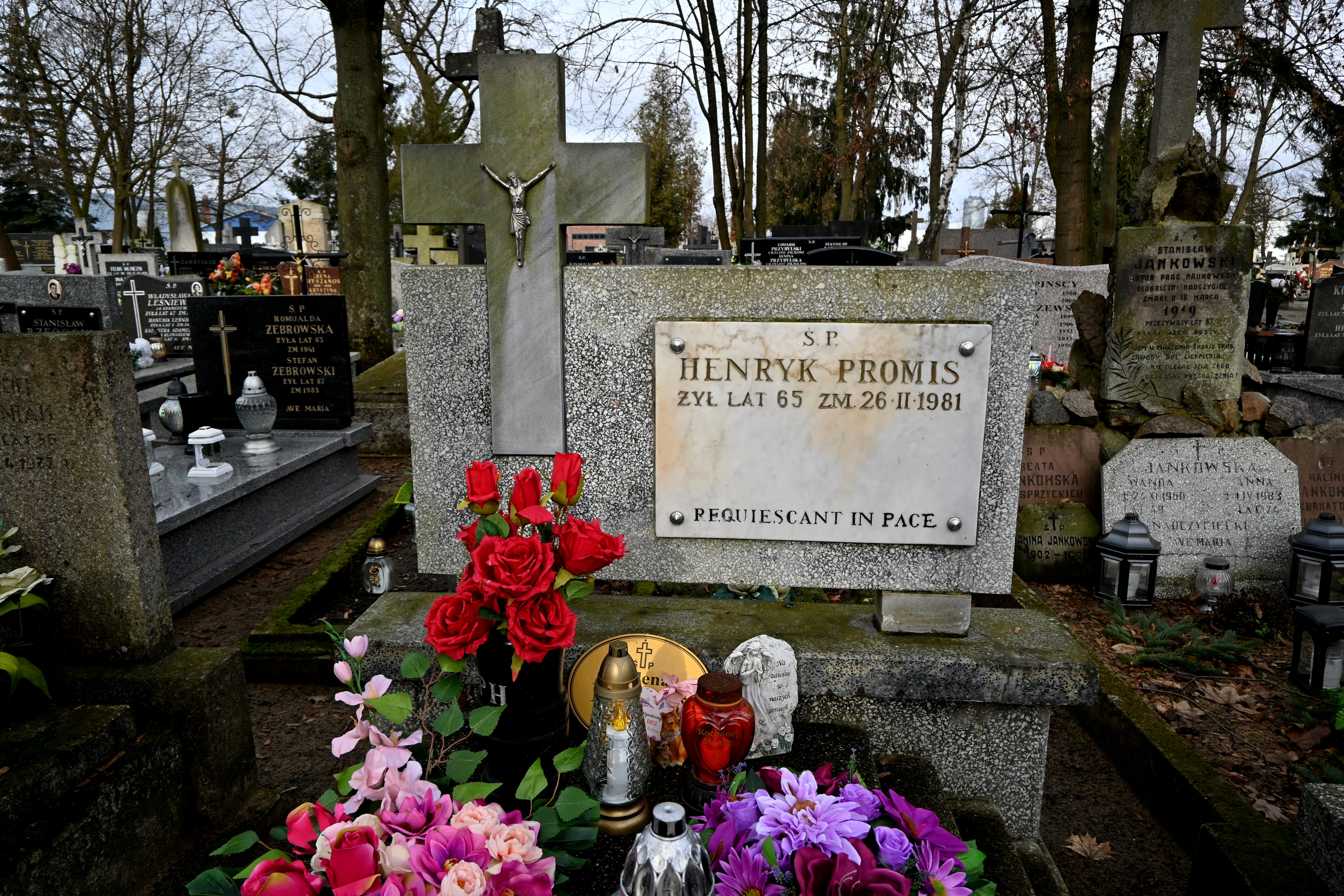
Grób Henryka Promisa na Cmentarzu Komunalnym we Włocławku

Urodził się w Tariffville, w USA, jako syn polityka i działacza społecznego Szczepana Promisa oraz Cecyli z domu Tokarskiej. Po powrocie do Polski w 1920, rodzina Promisów osiadła we Włocławku, gdzie Henryk Promis ukończył szkołę powszechną i uczęszczał do Gimnazjum Ziemi Kujawskiej. Ostatecznie, gimnazjum ukończył w Poznaniu i po odbyciu służby wojskowej, krótko pracował jako nauczyciel. Następnie rozpoczął studia na Wydziale Prawa Uniwersytetu Poznańskiego, które przerwał wybuch II wojny światowej.
Od wiosny 1939 związany był ze strukturami dywersji pozafrontowej pn. Lotne Oddziały Bojowe krypt. „Grunwald”. 
W trakcie okupacji niemieckiej przebywał we Włocławku, gdzie zaangażowany był w działalność różncyh organizacji konspiracyjnych. Od jesienii 1939, wznowił działalność w strukturach „Grunwaldu” i zajmował się werbowaniem kadr w środowisku młodzieży harcerskiej oraz w środowsku związanym z Akcją Katolicką.
Od kwietnia-maja 1940 działał również w strukturach Związku Walki Zbrojnej Obwód Włocławek, gdzie zajmował się utrzymwaniem łączności z konspiracyjnym harcerstwem. Prowadził również tajne nauczanie. 
W luty 1940 zainicjował również powstanie organizacji konspiracyjnej Kujawskiego Związku Polityczno-Literackiego na której czele stanął Eugeniusz Karol Kłosowski pseud. „Zew”, „Zawisza”, „Rymwid”. Henryk Promis, nie wyszedł w skład władz KZPL, ale odpowiadał za kontakt między KZPL i sztabem Obwodu Włocławek ZWZ. Do ZWZ wprowadził między innymi Janine Lech, która pełniła funkcję łączniczki między KZPL i ZWZ. Gdy na przełmie stycznia i lutego 1941 doszło do rozbicia KZPL i aresztowań jego członków, Promis zdołał zbiec w trakcie próby aresztowania. Za działalność w KZPL poszukiwany był listem gończym. Ukrywał się na terenie Włocławka.
Promis utrzymywał także, bliżej nieokreślone kontakty z organizacją konspiracyjną Miecz i Pług. Od 1942 był bliskim współpracownikiem i doradcą Czesława Sidora pseud. „Srebrny Lis”, komendanta Szarych Szeregów we Włocławku. W ramach Szarych Szeregów, zaangażowany był takżew organizację tajnego nauczania i w tym zakresie blisko współpracował z Marią Woźnicką, koordynatorką tajnego nauczania terenie miasta i powiatu włocławskiego z ramenia Komendy Obwodu AK. 
Pod konie 1943 lub na początku 1944 przedostał się do Warszawy. Wraz z ojcem, wziął udział w powstaniu warszawskim.
Po wojnie powócił do Włocławka. Kontyunował studia na Wydziale Prawa Uniwersytetu Mikołaja Kopernika w Toruniu, ale ich nie ukończył. Był wieloletnim pracownikiem Powiatowego Związku Gminnych Spółdzielni, gdzie doszedł do stanowiska kierownika działu.
Był działaczem ZHP i Ligi Ochorny Przyrody.
Zmarł na zawał serca 26 lutego 1981 we Włocławku. Został pochowany na Cmentarzu Komunalnym we Włocławku (Sektor: 39 / rząd: 3 / numer grobu: 37).

## Wybrane odznaczenia
- Srebrny Krzyż Zasługi[1]